# Gordan Maras
Gordan Maras, hrvaški politik in ekonomist * 13. junij 1974, Zagreb, SR Hrvaška, SFRJ. 
Bil je minister za podjetništvo in obrt v vladi Zorana Milanovića od leta 2011 do 2016. Je član levosredinske Socialdemokratske stranke Hrvaške (SDP).